# Spalter Hügelland

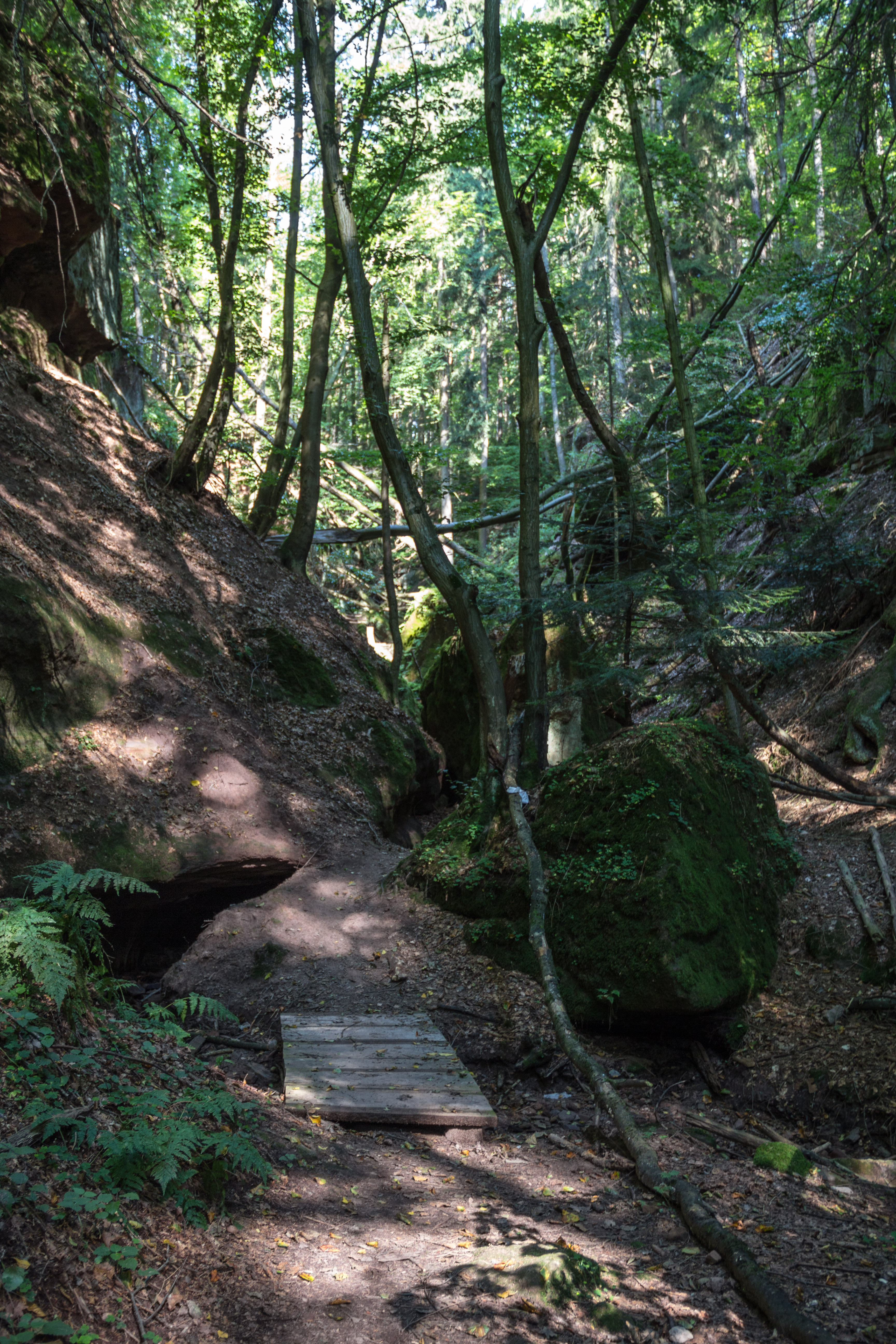
Massendorfer Schlucht bei Spalt

Das Spalter Hügelland ist ein Hügelland um die namensgebende Stadt Spalt in den mittelfränkischen Landkreisen Roth und Weißenburg-Gunzenhausen. Es liegt zwischen Nürnberg, Ansbach und Weißenburg in Bayern im Norden des Fränkischen Seenlands und gliedert sich in:
- das Südliche Spalter Hügelland
- das Nördliche Spalter Hügelland
- den Spalter Talkessel mit der sie durchfließenden Fränkischen Rezat
- die Abenberger Hügelgruppe
- und den Heidenberg

## Geographie
Beim Spalter Hügelland handelt es sich um Einzelberge mit Sandsteindecken des Oberen Keupers und des Lias. Wichtige Einzelberge sind der Mittelberg und der Reckenberg bei Absberg sowie der Mönchsberg und der Büchelberg im Haundorfer Wald.
Das Spalter Hügelland und das Brombachsee-Gebiet bilden zusammen die Naturräumliche Einheit NE 113.4  innerhalb der naturräumlichen Haupteinheit Mittelfränkisches Becken. Teile des Spalter Hügellands gehören zum Landschaftsschutzgebiet Südliches Mittelfränkisches Becken westlich der Schwäbischen Rezat und der Rednitz mit Spalter Hügelland, Abenberger Hügelgruppe und Heidenberg (LSG West).
Sehenswert ist die Massendorfer Schlucht etwa 1200 Meter nordöstlich von Spalt. In der Nähe gibt es noch weitere Schluchten wie beispielsweise das Schnittlinger Loch.
Der Aschenschlaggraben entsteht im Spalter Hügelland auf einer Höhe von 474 Metern über NHN nördlich von Fünfbronn und der Offenbrunngraben auf einer Höhe von 486 Meter über NHN südöstlich von Kalbensteinberg. Sie bilden zusammen den Reichertsgraben, der auf einer Höhe von 371 Metern über NHN westlich von Hohenrad von links in den Erlbach mündet. Auch die Stauwurzel des Igelsbachsees befindet sich im Spalter Hügelland.